# Lejops lunulatus
Lejops lunulatus är en tvåvingeart som först beskrevs av Johann Wilhelm Meigen 1822.  Lejops lunulatus ingår i släktet sävblomflugor, och familjen blomflugor. Inga underarter finns listade i Catalogue of Life.